# Rosiek Syców
MKS Rosiek Syców – polska męska drużyna siatkarska z Sycowa, który w 2004 awansował do III ligi, a rok później do II ligi. W debiutanckim sezonie drużyna zajęła 2. miejsce, co było największym sukcesem klubu. Zespół wycofał się z rozgrywek II ligi przed sezonem 2010/2011.
W sezonie 2011/2012 odmłodzona drużyna opierająca się na wychowankach klubu została zgłoszona do IV ligowych rozgrywek.